# Anastasia Georgiadou
Anastasia Georgiadou, född 1 december 1963, är grundare av tre företag inom tjänstesektorn. Hon är styrelseledamot i bland annat Svenskt Näringsliv.
Hon kom till Sverige från Grekland som 5-åring och växte upp i Tensta med föräldrar som inte pratade bra svenska. Hon är idag en framgångsrik invandrarkvinna i Sverige.

## Utmärkelser
- H. M. Konungens medalj av 8:e storleken (2015) för betydande insatser för svenskt näringsliv
- Kungliga Patriotiska Sällskapets Näringslivsmedalj (2011) för framgångsrikt entreprenörskap, som bidragit till svenskt näringslivs utveckling
- 2006 Årets Mångfaldspris
- 2007 Årets Företagare i Solna stad